# Kîsla Dubîna, Bilopillea
Kîsla Dubîna (în ucraineană Кисла Дубина) este un sat în comuna Pavlivka din raionul Bilopillea, regiunea Sumî, Ucraina.

## Demografie
Componența lingvistică a localității Kîsla Dubîna
     Ucraineană (94,67%)
     Rusă (4%)
     Română (1,33%)
Conform recensământului din 2001, majoritatea populației localității Kîsla Dubîna era vorbitoare de ucraineană (94,67%), existând în minoritate și vorbitori de rusă (4%) și română (1,33%).